# Gojira Mosura King Gidora - Daikaijū sōkōgeki
Gojira Mosura King Gidora - Daikaijū sōkōgeki (ゴジラ・モスラ・キングギドラ 大怪獣総攻撃?, Gojira Mosura Kingu Gidora Daikaijū sōkōgeki, lett. "Godzilla, Mothra e King Ghidorah - Assalto di mostri giganti") è un film del 2001 diretto da Shūsuke Kaneko.
Si tratta del venticinquesimo episodio di Godzilla che si ricollega di nuovo al primo film. In questa nuova avventura Godzilla riappare nella sua incarnazione più tremenda, caratterizzato da particolari agghiaccianti come occhi bianchi da cadavere e i denti continuamente serrati in una smorfia crudele. Questa volta dovrà vedersela con tre avversari: Mothra la falena gigante, Baragon e King Ghidorah, il dragone.
È stato distribuito in America con il titolo Godzilla, Mothra and King Ghidorah: Giant Monsters All-Out Attack sulla televisione via cavo il 31 agosto 2003 e in DVD nel 2004.

## Trama
Durante un incontro delle Forze di Autodifesa del Giappone (JSDF) per il potenziale ritorno di Godzilla, l'ammiraglio Taizo Tachibana riassume ai cadetti il primo attacco di Godzilla, avvenuto nel 1954. Un sottomarino nucleare è scomparso, ma viene in seguito ritrovato distrutto. Yuri, la figlia di Tachibana, filma un docu-drama con la sua troup presso il monte Myoko, quando improvvisamente si scatena un misterioso terremoto. Lo strano terremoto torna anche la notte seguente, seppellendo una banda di motociclisti e permettendo ad un camionista di avvistare un mostro.
Il giorno dopo, Yuri non è in grado di convincere il suo supervisore Haruki Kadokura a denunciare l'incidente. Il JSDF tenta di salvare gli uomini sepolti usando il missile D-03, mentre il camionista sopravvissuto spiega ad un ufficiale militare di aver visto Godzilla. Un amico di Yuri, Teruaki Takeda, sostiene la teoria secondo cui un mostro potrebbe essere stato la causa del misterioso terremoto di Myoko e dà alla ragazza un libro intitolato "The Guardian Monsters", scritto da Hirotoshi Isayama, un uomo anziano che predice il ritorno di Godzilla. Mentre un Mothra ancora allo stato larvale attacca un gruppo di adolescenti sul lago Ikeda a Kagoshima, il JSDF analizza filmati subacquei di quelle che sembrano essere delle pinne dorsali incandescenti che lasciano il sottomarino nucleare distrutto. La conclusione è che il mostro è Godzilla. Yuri intervista Isayama: egli le racconta della leggenda dei tre mostri guardiani Baragon, Mothra e Ghidorah, e spiega che devono essere risvegliati per fermare Godzilla. Yuri e la sua squadra visitano poi il santuario dei mostri guardiani, dove rinvengono una strana pietra.
Godzilla sbarca a Magonote e attacca le Isole Bonin, lasciando pochi sopravvissuti. Yuri torna a intervistare Isayama e scopre che le anime di coloro che sono stati uccisi dai giapponesi durante Seconda Guerra Mondiale sono incorporate in Godzilla e desiderano distruggere il Giappone come punizione per i tentativi delle persone di dimenticare le atrocità della guerra del Pacifico. Pochi giorni dopo, Godzilla e Baragon combattono ad Hakone: Godzilla è vittorioso e Yuri è infortunata. Quando Takeda si rifiuta di portarla dove si trova Godzilla, Yuri se ne va. Il bozzolo di Mothra viene scoperto nel lago Ikeda. Il JSDF invia diversi jet da combattimento per combattere Godzilla ma viene spazzato via. Tachibana stabilisce una linea di difesa a Yokohama. Perciò Mothra e un Ghidorah ancora non nato si svegliano e volano verso Yokohama per combattere Godzilla. Il JSDF rende incapaci Ghidorah e Mothra ma non riesce a fermare Godzilla. Furioso, Godzilla spazza via la linea di difesa e in seguito uccide Mothra. Lo spirito di Mothra si fonde con Ghidorah e trasforma Ghidorah in King Ghidorah, il drago di 3.000 anni. Esso ferisce combatte insieme a Godzilla sott'acqua. Tachibana e il suo collega si uniscono alla lotta usando il sottomarino Satsuma. Tachibana tenta di sparare al D-03 nella ferita di Godzilla ma fallisce Yuri e Takeda riportano la lotta da un ponte che in seguito crolla dal respiro atomico di Godzilla.
La pietra trovata nel santuario cade dalle tasche di Takeda e si fonde con la testa di King Ghidorah. Yuri e Takeda sopravvivono a malapena alla caduta e nuotano fino alla riva mentre i mostri continuano a combattere. Godzilla prevale su King Ghidorah e lo uccide, scatenando gli spiriti dei mostri guardiani, che affondano Godzilla nelle profondità. Dopo essere entrato con il proprio sottomarino nel corpo di Godzilla attraverso la bocca del kaiju, Tachibana è in grado di utilizzare un missile D-03 sulla ferita di Godzilla. Godzilla affronta Yuri e Takeda, ma il D-03 ferisce Godzilla. Godzilla tenta di uccidere Yuri e Takeda, solo per affondare ancora una volta sotto l'acqua. Tachibana fugge da Godzilla mentre il mostro si disintegra. Il Giappone si rallegra presto della loro vittoria contro Godzilla, ma il suo cuore disincarnato batte ancora sul fondo dell'oceano.

## Produzione
Originalmente i mostri difensori del Giappone dovevano essere: Angilas, Varan e Baragon ma i primi due sono stati sostituiti da Mothra e King Ghidorah visto che questi ultimi erano più popolari.
Godzilla era destinato a camminare con la schiena e la coda parallelo al terreno però, questa idea è stata abbandonata e Godzilla mantiene la sua posizione tradizionale.

## Accoglienza

### Critica
Gojira Mosura King Gidora - Daikaijū sōkōgeki è stato accolto con un discreto successo dalla critica. In particolare, sul sito Rotten Tomatoes ha ottenuto il 68% di recensioni positive.

## Citazioni e riferimenti
In una scena, quando i militari discutono in una riunione dei duplici attacchi di Godzilla, uno di loro chiede: "Come l'attacco del 1998?" chiaro riferimento al remake americano.